# Шишкинська сільська рада (Україна)
| Шишкинська сільська рада — колишній орган місцевого самоврядування у Новоукраїнському районі Кіровоградської області з адміністративним центром у с. Шишкине. Сільській раді підпорядковані населені пункти: - с. Шишкине - с. Острівка |

## Склад ради
Рада складається з 14 депутатів та голови.

### Керівний склад ради
| ПІБ                                 | Основні відомості                                                               | Дата обрання | Дата звільнення |
| ----------------------------------- | ------------------------------------------------------------------------------- | ------------ | --------------- |
| Чередніченко Олександр Анатолійович | Сільський голова, 1974 року народження, освіта, безпартійний                    | 26.03.2006   | 31.10.2010      |
| Чередніченко Олександр Анатолійович | Сільський голова, 1974 року народження, освіта середня спеціальна, безпартійний | 31.10.2010   | 18.03.2012      |
| Деремук Михайло Васильович          | Сільський голова, 1960 року народження, освіта вища, член Партії регіонів       | 18.03.2012   |                 |

Примітка: таблиця складена за даними джерела

## Населення
Згідно з переписом УРСР 1989 року чисельність наявного населення сільської ради становила 1226 осіб, з яких 551 чоловік та 675 жінок.
За переписом населення України 2001 року в сільській раді мешкало 790 осіб.

### Мова
Розподіл населення за рідною мовою за даними перепису 2001 року:
| Мова       | Відсоток |
| ---------- | -------- |
| українська | 97,72 %  |
| молдовська | 1,14 %   |
| російська  | 1,14 %   |